# Championnat du monde féminin de volley-ball des moins de 20 ans 2009
Navigation
Nakhon Ratchasima 2007 2011
Le Championnat du monde féminin de volley-ball des moins de 20 ans 2009 sera organisé à Baja California (Mexique) et se déroulera du 16 au 25 juillet 2009.

## Équipes participantes
| Amérique du Nord                               | Amérique du Sud  | Afrique | Asie                   | Europe                                               |
| ---------------------------------------------- | ---------------- | ------- | ---------------------- | ---------------------------------------------------- |
| Cuba République dominicaine États-Unis Mexique | Brésil Venezuela | Kenya   | Chine Thaïlande Taïwan | Tchéquie Pays-Bas Turquie Bulgarie Allemagne Pologne |

L'Italie, le Japon et l'Égypte ont annoncé leur retrait de la compétition, ce qui a permis à la République tchèque, la Thaïlande et le Kenya de prendre part à l'événement.

## Compétition

### Composition des groupes
| Poule A                              | Poule B                         | Poule C                                     | Poule D                          |
| ------------------------------------ | ------------------------------- | ------------------------------------------- | -------------------------------- |
| Mexique Pays-Bas Thaïlande Venezuela | Allemagne Chine Taïwan Tchéquie | Brésil République dominicaine Kenya Pologne | Bulgarie Cuba États-Unis Turquie |

#### Poule A
| No | Équipe    | Points | Matches | Matches | Matches | Points | Points | Points | Sets | Sets   | Sets  |
| No | Équipe    | Points | joués   | gagnés  | perdus  | pour   | contre | Ratio  | pour | contre | Ratio |
| -- | --------- | ------ | ------- | ------- | ------- | ------ | ------ | ------ | ---- | ------ | ----- |
| 1  | Pays-Bas  | 6      | 3       | 3       | 0       | 242    | 168    | 1.440  | 9    | 1      | 9.000 |
| 2  | Mexique   | 5      | 3       | 2       | 1       | 277    | 269    | 1.030  | 7    | 6      | 1.167 |
| 3  | Venezuela | 4      | 3       | 1       | 2       | 183    | 226    | 0.810  | 4    | 6      | 0.667 |
| 4  | Thaïlande | 3      | 3       | 0       | 3       | 213    | 252    | 0.845  | 2    | 9      | 0.222 |

#### Poule B
| No | Équipe    | Points | Matches | Matches | Matches | Points | Points | Points | Sets | Sets   | Sets  |
| No | Équipe    | Points | joués   | gagnés  | perdus  | pour   | contre | Ratio  | pour | contre | Ratio |
| -- | --------- | ------ | ------- | ------- | ------- | ------ | ------ | ------ | ---- | ------ | ----- |
| 1  | Allemagne | 6      | 3       | 3       | 0       | 225    | 150    | 1.500  | 9    | 0      | MAX   |
| 2  | Taïwan    | 5      | 3       | 2       | 1       | 231    | 215    | 1.074  | 6    | 5      | 1.200 |
| 3  | Chine     | 4      | 3       | 1       | 2       | 238    | 272    | 0.875  | 5    | 8      | 0.625 |
| 4  | Tchéquie  | 3      | 3       | 0       | 3       | 201    | 258    | 0.779  | 2    | 9      | 0.222 |

#### Poule C
| No | Équipe                 | Points | Matches | Matches | Matches | Points | Points | Points | Sets | Sets   | Sets  |
| No | Équipe                 | Points | joués   | gagnés  | perdus  | pour   | contre | Ratio  | pour | contre | Ratio |
| -- | ---------------------- | ------ | ------- | ------- | ------- | ------ | ------ | ------ | ---- | ------ | ----- |
| 1  | Brésil                 | 6      | 3       | 3       | 0       | 272    | 200    | 1.360  | 9    | 3      | 3.000 |
| 2  | République dominicaine | 5      | 3       | 2       | 1       | 256    | 185    | 1.384  | 8    | 3      | 2.667 |
| 3  | Pologne                | 4      | 3       | 1       | 2       | 207    | 197    | 1.051  | 4    | 6      | 0.667 |
| 4  | Kenya                  | 3      | 3       | 0       | 3       | 72     | 225    | 0.320  | 0    | 9      | 0.000 |

#### Poule D
| No | Équipe     | Points | Matches | Matches | Matches | Points | Points | Points | Sets | Sets   | Sets  |
| No | Équipe     | Points | joués   | gagnés  | perdus  | pour   | contre | Ratio  | pour | contre | Ratio |
| -- | ---------- | ------ | ------- | ------- | ------- | ------ | ------ | ------ | ---- | ------ | ----- |
| 1  | Turquie    | 6      | 3       | 3       | 0       | 244    | 184    | 1.326  | 9    | 1      | 9.000 |
| 2  | Bulgarie   | 5      | 3       | 2       | 1       | 275    | 268    | 1.026  | 7    | 5      | 1.400 |
| 3  | Cuba       | 4      | 3       | 1       | 2       | 248    | 258    | 0.961  | 4    | 7      | 0.571 |
| 4  | États-Unis | 3      | 3       | 0       | 3       | 214    | 271    | 0.790  | 2    | 9      | 0.222 |

### Deuxième tour

#### Places 1 à 8

##### Poule E
| No | Équipe   | Points | Matches | Matches | Matches | Sets | Sets   | Sets  | Points | Points | Points |
| No | Équipe   | Points | joués   | gagnés  | perdus  | pour | contre | Ratio | pour   | contre | Ratio  |
| -- | -------- | ------ | ------- | ------- | ------- | ---- | ------ | ----- | ------ | ------ | ------ |
| 1  | Brésil   | 6      | 3       | 3       | 0       | 254  | 188    | 1.351 | 9      | 1      | 9.000  |
| 2  | Bulgarie | 5      | 3       | 2       | 1       | 229  | 235    | 0.974 | 6      | 5      | 1.200  |
| 3  | Taïwan   | 4      | 3       | 1       | 2       | 268  | 268    | 1.000 | 6      | 6      | 1.000  |
| 4  | Pays-Bas | 3      | 3       | 0       | 3       | 173  | 233    | 0.742 | 0      | 9      | 0.000  |

##### Poule F
| No | Équipe                 | Points | Matches | Matches | Matches | Sets | Sets   | Sets  | Points | Points | Points |
| No | Équipe                 | Points | joués   | gagnés  | perdus  | pour | contre | Ratio | pour   | contre | Ratio  |
| -- | ---------------------- | ------ | ------- | ------- | ------- | ---- | ------ | ----- | ------ | ------ | ------ |
| 1  | Allemagne              | 6      | 3       | 3       | 0       | 286  | 225    | 1.271 | 9      | 3      | 3.000  |
| 2  | République dominicaine | 5      | 3       | 2       | 1       | 298  | 274    | 1.088 | 8      | 5      | 1.600  |
| 3  | Turquie                | 4      | 3       | 1       | 2       | 284  | 299    | 0.950 | 6      | 8      | 0.750  |
| 4  | Mexique                | 3      | 3       | 0       | 3       | 194  | 264    | 0.735 | 2      | 9      | 0.222  |

#### Places 9 à 16

##### Poule G
| No | Équipe    | Points | Matches | Matches | Matches | Sets | Sets   | Sets  | Points | Points | Points |
| No | Équipe    | Points | joués   | gagnés  | perdus  | pour | contre | Ratio | pour   | contre | Ratio  |
| -- | --------- | ------ | ------- | ------- | ------- | ---- | ------ | ----- | ------ | ------ | ------ |
| 1  | Chine     | 6      | 3       | 3       | 0       | 258  | 198    | 1.303 | 9      | 2      | 4.500  |
| 2  | Cuba      | 5      | 3       | 2       | 1       | 275  | 250    | 1.100 | 8      | 4      | 2.000  |
| 3  | Thaïlande | 4      | 3       | 1       | 2       | 249  | 256    | 0.973 | 4      | 7      | 0.571  |
| 4  | Kenya     | 3      | 3       | 0       | 3       | 172  | 250    | 0.688 | 1      | 9      | 0.111  |

##### Poule H
| No | Équipe     | Points | Matches | Matches | Matches | Sets | Sets   | Sets  | Points | Points | Points |
| No | Équipe     | Points | joués   | gagnés  | perdus  | pour | contre | Ratio | pour   | contre | Ratio  |
| -- | ---------- | ------ | ------- | ------- | ------- | ---- | ------ | ----- | ------ | ------ | ------ |
| 1  | Tchéquie   | 6      | 3       | 3       | 0       | 289  | 228    | 1.268 | 9      | 4      | 2.250  |
| 2  | États-Unis | 5      | 3       | 2       | 1       | 276  | 252    | 1.095 | 8      | 5      | 1.600  |
| 3  | Pologne    | 4      | 3       | 1       | 2       | 267  | 265    | 1.008 | 7      | 6      | 1.167  |
| 4  | Venezuela  | 3      | 3       | 0       | 3       | 140  | 227    | 0.617 | 0      | 9      | 0.000  |

### Phase finale

#### Places 13 à 16
|  | Tour de classement                                | Tour de classement                                |           |   | 13e place                             | 13e place                             |
|  | Tour de classement                                | Tour de classement                                |           |   | 13e place                             | 13e place                             |
|  |                                                   |                                                   |           |   |                                       |                                       |
|  | 24.07.09, Tijuana (22-25 24-26 25-21 25-20 15-13) | 24.07.09, Tijuana (22-25 24-26 25-21 25-20 15-13) |           |   | 25.07.09, Tijuana (22-25 22-25 18-25) | 25.07.09, Tijuana (22-25 22-25 18-25) |
|  | 24.07.09, Tijuana (22-25 24-26 25-21 25-20 15-13) | 24.07.09, Tijuana (22-25 24-26 25-21 25-20 15-13) |           |   | 25.07.09, Tijuana (22-25 22-25 18-25) | 25.07.09, Tijuana (22-25 22-25 18-25) |
|  | Thaïlande                                         | 3                                                 |           |   | 25.07.09, Tijuana (22-25 22-25 18-25) | 25.07.09, Tijuana (22-25 22-25 18-25) |
|  | Thaïlande                                         | 3                                                 |           |   | 25.07.09, Tijuana (22-25 22-25 18-25) | 25.07.09, Tijuana (22-25 22-25 18-25) |
|  | Venezuela                                         | 2                                                 |           |   | 25.07.09, Tijuana (22-25 22-25 18-25) | 25.07.09, Tijuana (22-25 22-25 18-25) |
|  | Venezuela                                         | 2                                                 | Thaïlande | 0 |                                       |                                       |
|  | 24.07.09, Tijuana (25-12 25-5 25-14)              |                                                   | Thaïlande | 0 |                                       |                                       |
|  |                                                   | Pologne                                           | 3         |   |                                       |                                       |
|  | Pologne                                           | Pologne                                           | 3         | 3 |                                       |                                       |
|  | Pologne                                           |                                                   |           | 3 |                                       |                                       |
|  | Kenya                                             | 0                                                 |           |   |                                       |                                       |
|  | Kenya                                             | 0                                                 | 15e place |   |                                       |                                       |
|  |                                                   |                                                   |           |   |                                       |                                       |
|  | 25.07.09, Tijuana(25-20 25-9 19-25 25-17)         |                                                   |           |   |                                       |                                       |
|  |                                                   |                                                   |           |   |                                       |                                       |
|  | Venezuela                                         | 3                                                 |           |   |                                       |                                       |
|  | Venezuela                                         | 3                                                 |           |   |                                       |                                       |
|  | Kenya                                             | 1                                                 |           |   |                                       |                                       |
|  | Kenya                                             | 1                                                 |           |   |                                       |                                       |

#### Places 9 à 12
|  | Tour de classement                          | Tour de classement                    |           |   | 9e place                              | 9e place                              |
|  | Tour de classement                          | Tour de classement                    |           |   | 9e place                              | 9e place                              |
|  |                                             |                                       |           |   |                                       |                                       |
|  | 24.07.09, Tijuana (26-24 25-11 25-18)       | 24.07.09, Tijuana (26-24 25-11 25-18) |           |   | 25.07.09, Tijuana (22-25 21-25 19-25) | 25.07.09, Tijuana (22-25 21-25 19-25) |
|  | 24.07.09, Tijuana (26-24 25-11 25-18)       | 24.07.09, Tijuana (26-24 25-11 25-18) |           |   | 25.07.09, Tijuana (22-25 21-25 19-25) | 25.07.09, Tijuana (22-25 21-25 19-25) |
|  | Chine                                       | 3                                     |           |   | 25.07.09, Tijuana (22-25 21-25 19-25) | 25.07.09, Tijuana (22-25 21-25 19-25) |
|  | Chine                                       | 3                                     |           |   | 25.07.09, Tijuana (22-25 21-25 19-25) | 25.07.09, Tijuana (22-25 21-25 19-25) |
|  | États-Unis                                  | 0                                     |           |   | 25.07.09, Tijuana (22-25 21-25 19-25) | 25.07.09, Tijuana (22-25 21-25 19-25) |
|  | États-Unis                                  | 0                                     | Chine     | 0 |                                       |                                       |
|  | 24.07.09, Tijuana (24-26 16-25 25-14 19-25) |                                       | Chine     | 0 |                                       |                                       |
|  |                                             | Cuba                                  | 3         |   |                                       |                                       |
|  | Tchéquie                                    | Cuba                                  | 3         | 1 |                                       |                                       |
|  | Tchéquie                                    |                                       |           | 1 |                                       |                                       |
|  | Cuba                                        | 3                                     |           |   |                                       |                                       |
|  | Cuba                                        | 3                                     | 11e place |   |                                       |                                       |
|  |                                             |                                       |           |   |                                       |                                       |
|  | 25.07.09, Tijuana (13-25 13-25 16-25)       |                                       |           |   |                                       |                                       |
|  |                                             |                                       |           |   |                                       |                                       |
|  | États-Unis                                  | 0                                     |           |   |                                       |                                       |
|  | États-Unis                                  | 0                                     |           |   |                                       |                                       |
|  | Tchéquie                                    | 3                                     |           |   |                                       |                                       |
|  | Tchéquie                                    | 3                                     |           |   |                                       |                                       |

#### Places 5 à 8
|  | Tour de classement                                 | Tour de classement                                 |          |   | 5e place                                     | 5e place                                     |
|  | Tour de classement                                 | Tour de classement                                 |          |   | 5e place                                     | 5e place                                     |
|  |                                                    |                                                    |          |   |                                              |                                              |
|  | 24.07.09, Mexicali (23-25 25-21 19-25 25-13 10-15) | 24.07.09, Mexicali (23-25 25-21 19-25 25-13 10-15) |          |   | 25.07.09, Mexicali (18-25 25-18 25-18 25-22) | 25.07.09, Mexicali (18-25 25-18 25-18 25-22) |
|  | 24.07.09, Mexicali (23-25 25-21 19-25 25-13 10-15) | 24.07.09, Mexicali (23-25 25-21 19-25 25-13 10-15) |          |   | 25.07.09, Mexicali (18-25 25-18 25-18 25-22) | 25.07.09, Mexicali (18-25 25-18 25-18 25-22) |
|  | Taïwan                                             | 3                                                  |          |   | 25.07.09, Mexicali (18-25 25-18 25-18 25-22) | 25.07.09, Mexicali (18-25 25-18 25-18 25-22) |
|  | Taïwan                                             | 3                                                  |          |   | 25.07.09, Mexicali (18-25 25-18 25-18 25-22) | 25.07.09, Mexicali (18-25 25-18 25-18 25-22) |
|  | Mexique                                            | 0                                                  |          |   | 25.07.09, Mexicali (18-25 25-18 25-18 25-22) | 25.07.09, Mexicali (18-25 25-18 25-18 25-22) |
|  | Mexique                                            | 0                                                  | Taïwan   | 3 |                                              |                                              |
|  | 24.07.09, Mexicali (25-19 25-18 25-13)             |                                                    | Taïwan   | 3 |                                              |                                              |
|  |                                                    | Pays-Bas                                           | 1        |   |                                              |                                              |
|  | Turquie                                            | Pays-Bas                                           | 1        | 2 |                                              |                                              |
|  | Turquie                                            |                                                    |          | 2 |                                              |                                              |
|  | Pays-Bas                                           | 3                                                  |          |   |                                              |                                              |
|  | Pays-Bas                                           | 3                                                  | 7e place |   |                                              |                                              |
|  |                                                    |                                                    |          |   |                                              |                                              |
|  | 25.07.09, Mexicali (10-25 12-25 21-25)             |                                                    |          |   |                                              |                                              |
|  |                                                    |                                                    |          |   |                                              |                                              |
|  | Mexique                                            | 0                                                  |          |   |                                              |                                              |
|  | Mexique                                            | 0                                                  |          |   |                                              |                                              |
|  | Turquie                                            | 3                                                  |          |   |                                              |                                              |
|  | Turquie                                            | 3                                                  |          |   |                                              |                                              |

#### Places 1 à 4
|  | Demi-finales                                       | Demi-finales                           |                        |   | Finale                                 | Finale                                 |
|  | Demi-finales                                       | Demi-finales                           |                        |   | Finale                                 | Finale                                 |
|  |                                                    |                                        |                        |   |                                        |                                        |
|  | 24.07.09, Mexicali (25-21 25-12 27-25)             | 24.07.09, Mexicali (25-21 25-12 27-25) |                        |   | 25.07.09, Mexicali (28-26 26-24 25-16) | 25.07.09, Mexicali (28-26 26-24 25-16) |
|  | 24.07.09, Mexicali (25-21 25-12 27-25)             | 24.07.09, Mexicali (25-21 25-12 27-25) |                        |   | 25.07.09, Mexicali (28-26 26-24 25-16) | 25.07.09, Mexicali (28-26 26-24 25-16) |
|  | Allemagne                                          | 3                                      |                        |   | 25.07.09, Mexicali (28-26 26-24 25-16) | 25.07.09, Mexicali (28-26 26-24 25-16) |
|  | Allemagne                                          | 3                                      |                        |   | 25.07.09, Mexicali (28-26 26-24 25-16) | 25.07.09, Mexicali (28-26 26-24 25-16) |
|  | Bulgarie                                           | 0                                      |                        |   | 25.07.09, Mexicali (28-26 26-24 25-16) | 25.07.09, Mexicali (28-26 26-24 25-16) |
|  | Bulgarie                                           | 0                                      | Allemagne              | 3 |                                        |                                        |
|  | 24.07.09, Mexicali (21-25 25-27 25-23 15-25)       |                                        | Allemagne              | 3 |                                        |                                        |
|  |                                                    | République dominicaine                 | 0                      |   |                                        |                                        |
|  | Brésil                                             | République dominicaine                 | 0                      | 1 |                                        |                                        |
|  | Brésil                                             |                                        |                        | 1 |                                        |                                        |
|  | République dominicaine                             | 3                                      |                        |   |                                        |                                        |
|  | République dominicaine                             | 3                                      | Match pour la 3e place |   |                                        |                                        |
|  |                                                    |                                        |                        |   |                                        |                                        |
|  | 25.07.09, Mexicali (25-19 25-21 18-25 21-25 17-19) |                                        |                        |   |                                        |                                        |
|  |                                                    |                                        |                        |   |                                        |                                        |
|  | Bulgarie                                           | 2                                      |                        |   |                                        |                                        |
|  | Bulgarie                                           | 2                                      |                        |   |                                        |                                        |
|  | Brésil                                             | 3                                      |                        |   |                                        |                                        |
|  | Brésil                                             | 3                                      |                        |   |                                        |                                        |

## Classement final
| Place              | Équipe                 |
| ------------------ | ---------------------- |
| Médaille d'or      | Allemagne              |
| Médaille d'argent  | République dominicaine |
| Médaille de bronze | Brésil                 |
| 4                  | Bulgarie               |
| 5                  | Taïwan                 |
| 6                  | Pays-Bas               |
| 7                  | Turquie                |
| 8                  | Mexique                |
| 9                  | Cuba                   |
| 10                 | Chine                  |
| 11                 | Tchéquie               |
| 12                 | États-Unis             |
| 13                 | Pologne                |
| 14                 | Thaïlande              |
| 15                 | Venezuela              |
| 16                 | Kenya                  |

## Distinctions individuelles
- Meilleure joueuse (MVP) : Brenda Castillo
- Meilleure marqueur : Chen Shih Ting
- Meilleure attaquante : Chen Shih Ting
- Meilleure serveuse : Gyselle Silva
- Meilleure contreuse : Neşve Büyükbayram
- Meilleure passeuse : Lena Möllers
- Meilleure réceptionneuse : Brenda Castillo
- Meilleure défenseur : Brenda Castillo
- Meilleure libero : Brenda Castillo